# NRJ Group
 (juin 2019).
NRJ Group est un groupe audiovisuel privé français développé initialement autour de la radio NRJ et crée le 15 juin 1981 puis autour de différentes activités médias comme la télévision, la radio, les infrastructures de communications, les activités de télécommunications et d'autres activités comme notamment, l’événementiel ou la régie publicitaire.

## Historique
(décembre 2021).
- 1981 : création de NRJ

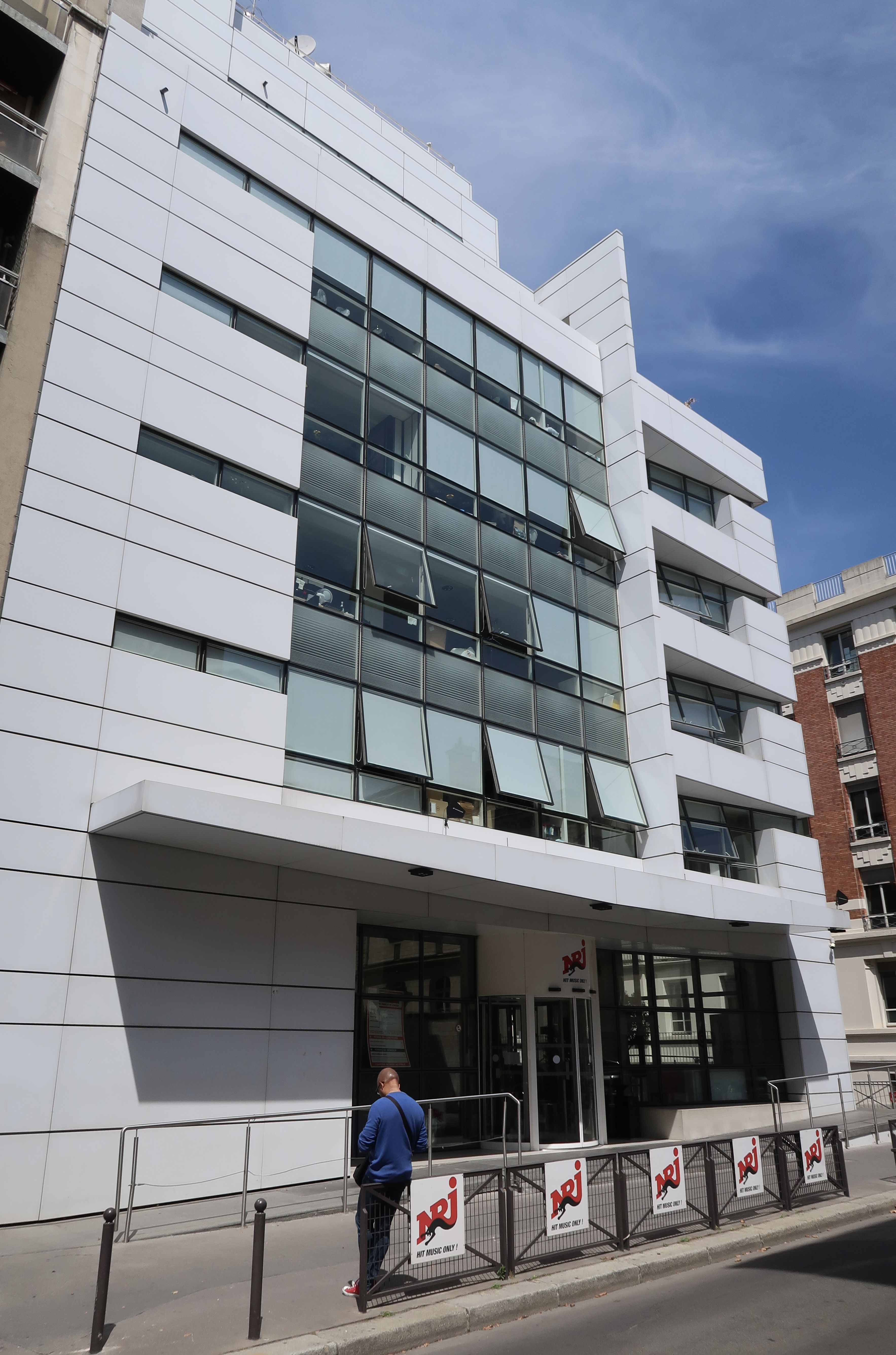
Siège de NRJ, 22 rue Boileau (16e arrondissement de Paris).

- 1983 : création de la radio Nostalgie
- 1986 : création de la chaîne de télévision musicale TV6
- 1987 : débuts de Chérie FM
- 1988 : apparition de NRJ en Suisse et en Belgique
- 1989 : NRJ entre au Second Marché de la Bourse de Paris et création de Rire & Chansons
- 1990 : Rire & Chansons en Île-de-France
- 1991 : apparition de NRJ à Berlin
- 1993 : trois nouvelles stations NRJ en Allemagne et une en Suède
- 1994 : NRJ au règlement mensuel de la Bourse de Paris et rachat de Sogetec devenue TowerCast
- 1995 : quatorze nouvelles stations NRJ en Suède et lancement de NRJ à Helsinki
- 1996 : création de NRJ Réunion
- 1998 : NRJ acquiert 80 % de Nostalgie, apparition de NRJ à Vienne et à Oslo
- 1998 : création de NRJ Music (filiale de production phonographique)
- 1999 : sept nouvelles fréquences NRJ en Finlande
- 2000 : NRJ GROUP rentre au Premier Marché de la Bourse de Paris
- 2001 : NRJ détient 100 % de Nostalgie
- 2002 : NRJ devient la 1re radio en France en audience cumulée sur septembre octobre 2002
- 2003 : NRJ acquiert 49 % de Hitradio Z, à Zurich. Création de NRJ Events, agence événementielle du Groupe
- 2005 : lancement de NRJ 12, chaîne de télévision numérique à vocation nationale. Lancement de NRJ Mobile, opérateur virtuel de téléphonie mobile
- 2006 : lancement de NRJ radio au Liban, et en Guyane lancement de NRJ Guyane.
- 2007 : lancement de NRJ Hits, chaîne de télévision numérique à vocation nationale basée sur la musique, clips.
- 2008 : création de NRJ Paris, chaîne locale sur le réseau TNT d'Île-de-France.
- 2008 : cession de NRJ Mobile au groupe Crédit mutuel. NRJ conserve toutefois une participation minoritaire de 10 % dans l'opérateur.
- 2009 : accord de licence entre Astral Media (Bell Média) et ses stations Énergie au Québec, qui ont utilisé la marque NRJ jusqu'en 2015.
- 2010 : cession de 7L TV pour un euro symbolique au groupe Médias du Sud, déjà propriétaire de la chaîne de Nîmes, Télé Miroir. Elle devient alors TV Sud.
- 2011 : NRJ en Grèce et Nostalgie au Portugal.
- 2012 : lancement de Chérie 25, nouvelle chaîne de télévision numérique terrestre.
- 2013 : lancement de Energy TV (NRJ TV), chaîne de télévision musicale suisse allemande avec 35 % du capital, les 65 % des actions restantes appartenant à Energy Schweiz AG via le Groupe Ringier.
- 2014 : Arrêt de NRJ Paris à la suite de fortes difficultés financières et à une absence de rentabilité de la chaîne locale[3]
- 2017 : lancement de NRJ radio au Maroc[4].
- 2023 : TowerCast acquiert RadioKing.
- 1er mars 2025 : fermeture de NRJ 12 à la suite de la décision de l'Arcom de lui retirer sa fréquence TNT[5],[6].

Après plusieurs années d'existence, NRJ est passé durant ces dernières années de simple radio locale à une radio nationale devenant la première radio de France, puis une radio internationale en devenant la première radio d'Europe. Elle cumule plus de six millions d'auditeurs quotidiens en France.

## Identité visuelle

Logo de NRJ Group de 2003 à avril 2008.
Logo de NRJ Group d'avril 2008 à 2016.
Logo de NRJ Group depuis 2016.

## Activités

### Activité Radio

#### En France
Avec quatre réseaux nationaux, l'ensemble des réseaux du groupe NRJ couvre une population entre 116 et 149 millions d’habitants en 2010/2012 ;
| Radio            | Format                         | Catégorie        | Date de création  |
| ---------------- | ------------------------------ | ---------------- | ----------------- |
| NRJ              | Musicale, format hits          | Catégorie C et D | 15 juin 1981      |
| Chérie FM        | Musicale féminine, format gold | Catégorie C et D | 28 mars 1987      |
| Rire et Chansons | Musicale pop-rock et sketchs   | Catégorie C et D | 14 novembre 1989  |
| Nostalgie        | Musicale, format oldies        | Catégorie C et D | 16 septembre 1983 |

#### A l'étranger
- Le 25 mars 2017, NRJ Group arrive au Maroc avec la création d'une webradio en partenariat avec l'opérateur marocain Radio Planète[8].
- Le 2 avril 2017, la marque NRJ organise une soirée d'inauguration au Caire pour le lancement de la nouvelle station de radio NRJ Égypte[9].
- Le 1er août 2018, le groupe NRJ devient titulaire d'un réseau FM national en Suède, et ce durant huit ans[10].
- En janvier 2024, NRJ commence à diffuser depuis Donetsk dans les territoire ukrainiens occupés par la Russie[11].

### Activité Télévision
- NRJ Hits, chaîne musicale payante créée le 23 mars 2007.
- Chérie 25, chaîne généraliste féminine créée le 12 décembre 2012.
- Energy TV, chaîne musicale suisse allemande créée le 1er avril 2013.

### Activité «Événementiel»
Le groupe via NRJ Event produit un certaines nombre d'évènements et de spectacles, notamment : 1789 : les amants de la Bastille.

### Autres activités
- NRJ Stars
- NRJ Soudyane

Le groupe réalise des compilations de musique, 1,5 million de compilations ont été vendues en 2011.
Les 21 et 22 septembre 2017, 9 et 10 novembre 2017, en Belgique, les équipes de NRJ, Nostalgie et Chérie ont joué une pièce de Jean-Michel Ribes au Centre Culturel de Rixensart.
Le 1er mai 2020 : Sébastien Cauet a présenté, durant deux heures, un concert virtuel géant organisé par le groupe NRJ dans 18 pays sur différentes applications et plateformes de l'internet.

### Anciennes activités
- NRJ Mobile : Le groupe NRJ était coactionnaire du MVNO NRJ Mobile avec le groupe Crédit mutuel-CIC
- TV6 (1er mars 1986 - 28 février 1987) (18 %), chaîne commercial nationale, musicale jeune.
- NRJ Paris (20 mars 2008 - 30 juin 2014) (100 %), chaîne locale mini-généraliste en région Île-de-France[3].
- NRJ 12 (31 mars 2005 - 1er mars 2025), chaîne de télévision généraliste

## Organisation

### Direction du groupe
- Jean-Paul Baudecroux : président directeur général,
- Maryam Salehi : vice-président, directeur délégué à la direction générale (depuis 2008)[14],

### Conseil de surveillance
- Président : Jean-Paul Baudecroux
- Vice-présidente : Micheline Guilbert

### Conseil d'administration
- Jean-Paul Baudecroux (Président directeur général)
- Antoine Giscard d'Estaing

## Récompenses

### Gala NRJ Music Awards
Le gala de remise des prix des NRJ Music Awards existe depuis 1999. Il récompense des chanteurs français et internationaux. Il se déroule chaque année le premier samedi de novembre au Palais des festivals et des congrès de Cannes (PACA).
Le gala coproduit par TF1 est diffusé en simultané sur la première chaîne et NRJ. Il est présenté par Ophélie Winter (2000), Anthony Kavanagh (2001-2006), Arthur (2007), Benjamin Castaldi (2008) et Nikos Aliagas (depuis 2009).
En Scandinavie, les radios NRJ organisent les NRJ Radio Awards.

### Gala NRJ Ciné Awards
Cette manifestation a vu le jour depuis 2004 et s'est arrêtée, faute de succès commercial, en 2007. Elle récompense le cinéma français et international, au cours d'une cérémonie organisée au Parc Disneyland de Paris, puis au Grand Rex à Paris.

### Gala NRJ DJ Awards
La cérémonie des NRJ DJ Awards ressemble à celle des NRJ Music Awards à la différence que les récompenses ne sont attribuées qu'aux DJ. La cérémonie est diffusée uniquement sur la radio NRJ.

### NRJ Ciné Awards (de 2004 à 2007)

#### NRJ Ciné Awards 2004

##### Acteur le plus sexy
- Johnny Depp pour le rôle du capitaine Jack Sparrow dans Pirates des Caraïbes : La Malédiction du Black Pearl (Pirates of the Caribbean: The Curse of the Black Pearl)

##### Top of the box-office
- Pirates des Caraïbes : La Malédiction du Black Pearl (Pirates of the Caribbean: The Curse of the Black Pearl)

#### NRJ Ciné Awards 2005

##### Meilleure baston
- Spider-Man 2

##### Meilleur méchant
- Alien vs. Predator

#### NRJ Ciné Awards 2006

##### Top of the box-office
- Le Monde de Narnia : Le Lion, la Sorcière blanche et l'Armoire magique (The Chronicles of Narnia: The Lion, the Witch and the Wardrobe)

##### Meilleur jeu vidéo
- Le Monde de Narnia : Le Lion, la Sorcière blanche et l'Armoire magique (The Chronicles of Narnia: The Lion, the Witch and the Wardrobe)

#### NRJ Ciné Awards 2007

##### Meilleur film "qui fait rire"
- Little Miss Sunshine

##### Meilleure baston
- Spider-Man 3

##### Meilleur jeu vidéo
- Pirates des Caraïbes : Jusqu'au bout du monde (Pirates of the Caribbean: At World's End)[16]

## Controverse
En mars 2025, le média d'investigation russe The Insider révèle que le groupe NRJ a lancé en janvier 2024 une station de radio émettant dans un rayon de 30 à 50 km autour de Donetsk, en territoire ukrainien occupé. Parmi leurs émissions figurent des appels au recrutement pour aller combattre aux côtés de l'armée russe. Ces activités ont lieu en parallèle de l'engagement d'autres radios du groupe, comme Rire et Chansons, en faveur de l'Ukraine. Libération précise que le groupe NRJ a cédé son image, sur le principe de la franchise, à une station opérée par Gazprom-Media Holding, pour un montant de 1,25 million d'euros. Aprés la révélation de ce contrat, le groupe annonce qu'il le « condamne » et a l'intention de le résilier. 